# 朴哲鎮
朴 哲鎮（パク・チョルジン、Pak Chol-Jin、朝鮮語：박 철진、1985年9月5日 - ）は、朝鮮民主主義人民共和国のサッカー選手である。鴨緑江体育団に所属。

## 来歴
2005年、3月に平壌で行われたイラン戦で初出場。
北朝鮮代表として2010 FIFAワールドカップに出場。グループリーグ3試合において、先発フル出場を果たした。

## 代表歴

### 出場大会
- 北朝鮮代表
  - 2010 FIFAワールドカップ

### 試合数
- 国際Aマッチ 48試合 0得点（2003年-2010年）[2]

| 北朝鮮代表 | 国際Aマッチ | 国際Aマッチ |
| 年         | 出場        | 得点        |
| ---------- | ----------- | ----------- |
| 2003       | 5           | 0           |
| 2004       | 0           | 0           |
| 2005       | 8           | 0           |
| 2006       | 0           | 0           |
| 2007       | 1           | 0           |
| 2008       | 12          | 0           |
| 2009       | 10          | 0           |
| 2010       | 12          | 0           |
| 通算       | 48          | 0           |